# Tshimoyapula
Tshimoyapula is een dorp in het district Central in Botswana. De plaats telt 1626 inwoners (2011).